# حرف زغبي
الحُرْف الزغبي نوع نباتي يتبع جنس الحُرْف من الفصيلة الصليبية.

## الموئل والانتشار
موطنه المغرب العربي ومعظم أنحاء أوروبا وتركيا. أدخل أيضاً إلى أمريكا حيث ينتشر كنوع غاز.

## مرادفات للاسم العلمي
- (باللاتينية: Cardamine umbrosa DC.)
- (باللاتينية: Cardamine multicaulis Schur)
- (باللاتينية: Cardamine multicaulis W. D. J. Koch Roehl.)
- (باللاتينية: Cardamine hirsuta L. subsp. hirsuta)
- (باللاتينية: Cardamine hirsuta subsp. multicaulis (Schur) Čelak.)
- (باللاتينية: Cardamine hirsuta var. campestris Fr.)
- (باللاتينية: Cardamine hirsuta var. multicaulis (Čelak.) Schur)